# Puchar Rumunii w piłce nożnej
Puchar Rumunii w piłce nożnej (rum. Cupa României) – cykliczne rozgrywki piłkarskie o charakterze pucharu krajowego w Rumunii. Organizowane co sezon przez Rumuński Związek Piłki Nożnej (FRF) i przeznaczone są dla krajowych klubów piłkarskich. Najważniejsze po Liga I piłkarskie rozgrywki w kraju. Triumfator danej edycji Pucharu zyskuje prawo reprezentowania swego kraju w następnej edycji Ligi Europy.

## Historia
Pierwsze rozgrywki odbyły się w sezonie 1933/1934. Zwyciężył klub Ripensia Timișoara. W sezonach 1943/44, 1944/45, 1945/46, 1946/47 Puchar nie był rozgrywany z powodu II wojny światowej oraz sytuacji powojennej. W 1957 zwycięzcy nie wyłoniono, tak jak został zmieniony system rozgrywek z systemu wiosna-jesień na jesień-wiosna, w wyniku czego sezon pucharowy 1957/58 rozpoczął się 6 kwietnia 1958
a zakończył się 6 lipca 1958. W sezonie 1987/88 mecz został przerwany w 90.minucie przy stanie 1:1, ponieważ bramka strzelona przez Steauę została anulowana przez sędziego, tak jak zdobywca bramki Gabi Balint był na spalonym. Wznak protestu zawodnicy Steaui opuścili boisko na rozkaz Valentina Ceaușescu, syna prezydenta Nicolae Ceaușescu. Rumuński Związek Piłki Nożnej jednak uznał drugą bramkę i przyznał puchar Steaui. W 1990 roku Steaua zrzekła się trofeum, ponieważ zostało zdobyte niesłusznie. Z powodu pandemii COVID-19 w sezonach 2019/20 i 2020/21 niektóre mecze rozgrywano bez obecności widzów.

## Format
Format rozgrywek był wiele razy zmieniany. W rozgrywkach uczestniczą 153 klubów występujących w Mistrzostwach Rumunii. Najpierw powiatowe związki piłkarskie organizują własne rozgrywki pucharowe. Czterdzieści dwie drużyny (po jednej z każdego powiatu) przechodzą do następnej fazy na szczeblu ogólnokrajowym. Obecnie wszystkie rywalizacje od rundy pierwszej do finału (oprócz półfinału, w którym grano mecz i rewanż) rozgrywane są w jednym meczu. Zwycięzca kwalifikuje się do dalszych gier, a pokonany odpada z rywalizacji. W wypadku kiedy w regulaminowym czasie gry padł remis zarządza się dogrywkę, a jeśli i ona nie przyniosła rozstrzygnięcia, to dyktowane są rzuty karne. Od sezonu 2016/17 rozgrywki składają się z 9 etapów: rundy pierwszej, drugiej, trzeciej i czwartej  eliminacyjnej, 1/16 finału, 1/8 finału, ćwierćfinałów, półfinałów i finału. Mecz finałowy rozgrywany jest na różnych obiektach, choć zazwyczaj był to stadion Arena Națională w Bukareszcie.

## Zwycięzcy i finaliści
| Sezon                                                | K   | K                                             | T  | Zwycięzca             | Wynik            | Finalista                     | Data, miejsce                                               | Br. | Król strzelców | Uwagi                                      |
| Puchar Rumunii w piłce nożnej (rumuń. Cupa României) |     |                                               |    |                       |                  |                               |                                                             |     |                |                                            |
| 1933/34                                              |     |                                               | 1  | Ripensia Timișoara    | 3:2              | Universitatea Kluż-Napoka     | 8.07.1934 Stadionul Electrica, Timișoara, 3.000             |     |                | 68 klubów                                  |
| 1933/34                                              | 5:0 | 30.09.1934, Stadionul ONEF, Bukareszt, 10.000 | 1  | Ripensia Timișoara    |                  | Universitatea Kluż-Napoka     |                                                             |     |                | 68 klubów                                  |
| 1934/35                                              |     |                                               | 1  | Rapid Bukareszt       | 6:5 pd.          | Ripensia Timișoara            | 6.06.1935, Stadionul ONEF, Bukareszt, 10.000                |     |                | 68 klubów                                  |
| 1935/36                                              |     |                                               | 2  | Ripensia Timișoara    | 5:1              | Unirea Tricolor Bukareszt     | 21.06.1936, Stadionul Venus, Bukareszt, 18.000              |     |                | 68 klubów                                  |
| 1936/37                                              |     |                                               | 2  | Rapid Bukareszt       | 5:1              | Ripensia Timișoara            | 20.06.1937, Stadionul ANEF, Bukareszt, 15.000               |     |                | 166 klubów                                 |
| 1937/38                                              |     |                                               | 3  | Rapid Bukareszt       | 3:2              | CAM Timișoara                 | 19.06.1938, Stadionul Giulești, Bukareszt, 7.000            |     |                | 166 klubów                                 |
| 1938/39                                              |     |                                               | 4  | Rapid Bukareszt       | 2:0              | Sportul Studențesc Bukareszt  | 9.07.1939, Stadionul Venus, Bukareszt                       |     |                | 200+ klubów                                |
| 1939/40                                              |     |                                               | 5  | Rapid Bukareszt       | 2:2              | Venus Bukareszt               | 30.04.1940, Stadionul ANEF, Bukareszt, 20.000               |     |                | 200+ klubów                                |
| 1939/40                                              | 4:4 | 9.06.1940, Stadionul ANEF, Bukareszt          | 5  | Rapid Bukareszt       |                  | Venus Bukareszt               |                                                             |     |                | 200+ klubów                                |
| 1939/40                                              | 2:2 | 27.10.1940, Stadionul Giulești, Bukareszt     | 5  | Rapid Bukareszt       |                  | Venus Bukareszt               |                                                             |     |                | 200+ klubów                                |
| 1939/40                                              | 2:1 | 8.11.1940, Stadionul ANEF, Bukareszt          | 5  | Rapid Bukareszt       |                  | Venus Bukareszt               |                                                             |     |                | 200+ klubów                                |
| 1940/41                                              |     |                                               | 6  | Rapid Bukareszt       | 4:3              | Unirea Tricolor Bukareszt     | 7.09.1941, Stadionul ANEF, Bukareszt, 9.000                 |     |                | 100+ klubów                                |
| 1941/42                                              |     |                                               | 7  | Rapid Bukareszt       | 7:1              | Universitatea Sybin           | 9.08.1942, Stadionul Venus, Bukareszt                       |     |                | 24 kluby                                   |
| 1942/43                                              |     |                                               | 1  | CFR Turnu Severin     | 4:0              | Sportul Studențesc Bukareszt  | 15.08.1943, Stadionul ANEF, Bukareszt, 9.000                |     |                | 32 kluby                                   |
| 1944-1946                                            |     |                                               |    |                       |                  |                               |                                                             |     |                | Nie rozgrywano z powodu II wojny światowej |
| 1947/48                                              |     |                                               | 1  | IT Arad               | 3:2              | CFR Timișoara                 | 15.08.1948, Stadionul Venus, Bukareszt, 10.000              |     |                | 100+ klubów                                |
| 1948/49                                              |     |                                               | 1  | Steaua Bukareszt      | 2:1              | CSU Kluż                      | 18.12.1949, Stadionul ICAS, Bukareszt, 12.000               |     |                | 32 kluby                                   |
| 1950                                                 |     |                                               | 2  | Steaua Bukareszt      | 3:1              | Flamura Rosie Arad            | 26.11.1950, Stadionul Republicii, Bukareszt, 25.000         |     |                | 32 kluby                                   |
| 1951                                                 |     |                                               | 3  | Steaua Bukareszt      | 3:1 pd.          | Flacăra Mediaș                | 8.11.1951, Stadionul Republicii, Bukareszt, 25.000          |     |                | 32 kluby                                   |
| 1952                                                 |     |                                               | 4  | Steaua Bukareszt      | 2:0              | Flacăra Ploeszti              | 7.12.1952, Stadionul Republicii, Bukareszt, 15.000          |     |                | 32 kluby                                   |
| 1953                                                 |     |                                               | 2  | Flamura Rosie Arad    | 1:0 pd.          | Steaua Bukareszt              | 29.11.1953, Stadionul 23 August, Bukareszt, 50.000          |     |                | 32 kluby                                   |
| 1954                                                 |     |                                               | 1  | Metalul Reșița        | 2:0              | Dinamo Bukareszt              | 5.12.1954, Stadionul Republicii, Bukareszt, 30.000          |     |                | 32 kluby                                   |
| 1955                                                 |     |                                               | 5  | Steaua Bukareszt      | 6:3 pd.          | Progresul Oradea              | 18.12.1955, Stadionul Republicii, Bukareszt                 |     |                | 32 kluby                                   |
| 1956                                                 |     |                                               | 1  | Progresul Oradea      | 2:0              | Energia Metalul Câmpii Turzii | 9.12.1956, Stadionul Republicii, Bukareszt, 30.000          |     |                | 32 kluby                                   |
| 1957                                                 |     |                                               |    |                       |                  |                               |                                                             |     |                | przejście na system jesień-wiosna          |
| 1957/58                                              |     |                                               | 1  | Știința Timișoara     | 1:0              | Progresul Bukareszt           | 6.07.1958, Stadionul 23 August, Bukareszt, 40.000           |     |                | 32 kluby                                   |
| 1958/59                                              |     |                                               | 1  | Dinamo Bukareszt      | 4:0              | CSM Baia Mare                 | 14.06.1959, Stadionul 23 August, Bukareszt                  |     |                | 32 kluby                                   |
| 1959/60                                              |     |                                               | 1  | Progresul Bukareszt   | 2:0              | Dinamo Obor Bukareszt         | 3.07.1960, Stadionul Republicii, Bukareszt, 25.000          |     |                | 32 kluby                                   |
| 1960/61                                              |     |                                               | 1  | Arieșul Turda         | 2:1              | Rapid Bukareszt               | 12.11.1961, Stadionul Republicii, Bukareszt                 |     |                | 32 kluby                                   |
| 1961/62                                              |     |                                               | 6  | Steaua Bukareszt      | 5:1              | Rapid Bukareszt               | 8.07.1962, Stadionul 23 August, Bukareszt, 70.000           |     |                | 32 kluby                                   |
| 1962/63                                              |     |                                               | 1  | Petrolul Ploeszti     | 6:1              | Siderurgistul Gałacz          | 21.07.1963, Stadionul 23 August, Bukareszt, 45.000          |     |                | 32 kluby                                   |
| 1963/64                                              |     |                                               | 2  | Dinamo Bukareszt      | 5:3              | Steaua Bukareszt              | 19.07.1964, Stadionul 23 August, Bukareszt, 70.000          |     |                | 32 kluby                                   |
| 1964/65                                              |     |                                               | 1  | Știința Kluż-Napoka   | 2:1              | Dinamo Pitești                | 11.07.1965, Stadionul Republicii, Bukareszt, 30.000         |     |                | 32 kluby                                   |
| 1965/66                                              |     |                                               | 7  | Steaua Bukareszt      | 4:0              | UT Arad                       | 17.07.1966, Stadionul 23 August, Bukareszt, 30.000          |     |                | 32 kluby                                   |
| 1966/67                                              |     |                                               | 8  | Steaua Bukareszt      | 6:0              | Foresta Fălticeni             | 2.07.1967, Stadionul Republicii, Bukareszt, 20.000          |     |                | 32 kluby                                   |
| 1967/68                                              |     |                                               | 3  | Dinamo Bukareszt      | 3:1 pd.          | Rapid Bukareszt               | 16.06.1968, Stadionul 23 August, Bukareszt                  |     |                | 32 kluby                                   |
| 1968/69                                              |     |                                               | 9  | Steaua Bukareszt      | 2:1              | Dinamo Bukareszt              | 22.06.1969, Stadionul 23 August, Bukareszt, 45.000          |     |                | 32 kluby                                   |
| 1969/70                                              |     |                                               | 10 | Steaua Bukareszt      | 2:1              | Dinamo Bukareszt              | 26.07.1970, Stadionul 23 August, Bukareszt, 30.000          |     |                | 32 kluby                                   |
| 1970/71                                              |     |                                               | 11 | Steaua Bukareszt      | 3:2              | Dinamo Bukareszt              | 4.07.1971, Stadionul 23 August, Bukareszt, 50.000           |     |                | 32 kluby                                   |
| 1971/72                                              |     |                                               | 8  | Rapid Bukareszt       | 2:0              | Jiul Petroszany               | 2.07.1972, Stadionul 23 August, Bukareszt, 30.000           |     |                | 32 kluby                                   |
| 1972/73                                              |     |                                               | 1  | Chimia Râmnicu Vâlcea | 1:1 pd.          | Constructorul Gałacz          | 1.07.1973, Stadionul 23 August, Bukareszt, 8.000            |     |                | 32 kluby                                   |
| 1972/73                                              | 3:0 | 3.07.1973, Stadionul 23 August, Bukareszt     | 1  | Chimia Râmnicu Vâlcea |                  | Constructorul Gałacz          |                                                             |     |                | 32 kluby                                   |
| 1973/74                                              |     |                                               | 1  | Jiul Petroszany       | 4:2              | Politehnica Timișoara         | 23.06.1974, Stadionul 23 August, Bukareszt, 12.000          |     |                | 32 kluby                                   |
| 1974/75                                              |     |                                               | 9  | Rapid Bukareszt       | 2:1              | Universitatea Krajowa         | 12.07.1975, Stadionul 23 August, Bukareszt, 30.000          |     |                | 32 kluby                                   |
| 1975/76                                              |     |                                               | 12 | Steaua Bukareszt      | 1:0              | CSU Gałacz                    | 30.06.1976, Stadionul 23 August, Bukareszt, 50.000          |     |                | 32 kluby                                   |
| 1976/77                                              |     |                                               | 1  | Universitatea Krajowa | 2:1              | Steaua Bukareszt              | 3.07.1977, Stadionul Republicii, Bukareszt                  |     |                | 32 kluby                                   |
| 1977/78                                              |     |                                               | 2  | Universitatea Krajowa | 3:1              | Olimpia Satu Mare             | 22.06.1978, Stadionul Republicii, Bukareszt, 10.000         |     |                | 32 kluby                                   |
| 1978/79                                              |     |                                               | 13 | Steaua Bukareszt      | 3:0              | Sportul Studențesc Bukareszt  | 1.07.1979, Stadionul 23 August, Bukareszt                   |     |                | 32 kluby                                   |
| 1979/80                                              |     |                                               | 2  | Politehnica Timișoara | 2:1              | Steaua Bukareszt              | 1.07.1980, Stadionul 23 August, Bukareszt                   |     |                | 32 kluby                                   |
| 1980/81                                              |     |                                               | 3  | Universitatea Krajowa | 6:0              | Politehnica Timișoara         | 24.06.1981, Stadionul Republicii, Bukareszt, 25.000         |     |                | 32 kluby                                   |
| 1981/82                                              |     |                                               | 4  | Dinamo Bukareszt      | 3:2              | FC Baia Mare                  | 20.06.1982, Stadionul 23 August, Bukareszt, 15.000          |     |                | 32 kluby                                   |
| 1982/83                                              |     |                                               | 4  | Universitatea Krajowa | 2:1              | Politehnica Timișoara         | 6.07.1983, Stadionul 23 August, Bukareszt                   |     |                | 32 kluby                                   |
| 1983/84                                              |     |                                               | 5  | Dinamo Bukareszt      | 2:1              | Steaua Bukareszt              | 22.04.1984, Stadionul 23 August, Bukareszt, 60.000          |     |                | 32 kluby                                   |
| 1984/85                                              |     |                                               | 14 | Steaua Bukareszt      | 2:1              | Universitatea Krajowa         | 23.06.1985, Stadionul 23 August, Bukareszt, 60.000          |     |                | 32 kluby                                   |
| 1985/86                                              |     |                                               | 6  | Dinamo Bukareszt      | 1:0              | Steaua Bukareszt              | 25.06.1986, Stadionul 23 August, Bukareszt, 40.000          |     |                | 32 kluby                                   |
| 1986/87                                              |     |                                               | 15 | Steaua Bukareszt      | 1:0              | Dinamo Bukareszt              | 28.06.1987, Stadionul 23 August, Bukareszt, 60.000          |     |                | 32 kluby                                   |
| 1987/88                                              |     |                                               | 16 | Steaua Bukareszt      | 2:1              | Dinamo Bukareszt              | 26.06.1988, Stadionul 23 August, Bukareszt, 45.000          |     |                | 32 kluby                                   |
| 1988/89                                              |     |                                               | 17 | Steaua Bukareszt      | 1:0              | Dinamo Bukareszt              | 29.06.1989, Stadionul Municipal, Braszów, 35.000            |     |                | 32 kluby                                   |
| 1989/90                                              |     |                                               | 7  | Dinamo Bukareszt      | 6:4              | Steaua Bukareszt              | 2.05.1990, Stadionul 23 August, Bukareszt, 30.000           |     |                | 23 kluby                                   |
| 1990/91                                              |     |                                               | 5  | Universitatea Krajowa | 2:1              | FC Bacău                      | 26.06.1991, Stadionul Național, Bukareszt, 20.000           |     |                | 32 kluby                                   |
| 1991/92                                              |     |                                               | 18 | Steaua Bukareszt      | 1:1 pd. (k. 3:2) | Politehnica Timișoara         | 24.06.1992, Stadionul Regie, Bukareszt, 8.000               |     |                | 32 kluby                                   |
| 1992/93                                              |     |                                               | 1  | U Krajowa             | 2:0              | Dacia Unirea Braiła           | 26.06.1993, Stadionul Național, Bukareszt, 10.000           |     |                | 32 kluby                                   |
| 1993/94                                              |     |                                               | 1  | Gloria Bystrzyca      | 1:0              | U Krajowa                     | 30.04.1994, Stadionul Regie, Bukareszt, 7.000               |     |                | 32 kluby                                   |
| 1994/95                                              |     |                                               | 2  | Petrolul Ploeszti     | 1:1 pd. (k. 5:3) | Rapid Bukareszt               | 21.06.1995, Stadionul Național, Bukareszt, 30.000           |     |                | 32 kluby                                   |
| 1995/96                                              |     |                                               | 19 | Steaua Bukareszt      | 3:1              | Gloria Bystrzyca              | 28.04.1996, Stadionul Național, Bukareszt, 25.000           |     |                | 32 kluby                                   |
| 1996/97                                              |     |                                               | 20 | Steaua Bukareszt      | 4:2              | National Bukareszt            | 4.06.1997, Stadionul Național, Bukareszt, 25.000            |     |                | 32 kluby                                   |
| 1997/98                                              |     |                                               | 10 | Rapid Bukareszt       | 1:0              | U Krajowa                     | 6.05.1998, Stadionul Național, Bukareszt, 65.000            |     |                | 32 kluby                                   |
| 1998/99                                              |     |                                               | 21 | Steaua Bukareszt      | 2:2 pd. (k. 4:2) | Rapid Bukareszt               | 16.06.1999, Stadionul Național, Bukareszt, 50.000           |     |                | 32 kluby                                   |
| 1999/00                                              |     |                                               | 8  | Dinamo Bukareszt      | 2:0              | U Krajowa                     | 13.05.2000, Stadionul Național, Bukareszt, 55.000           |     |                | 32 kluby                                   |
| 2000/01                                              |     |                                               | 9  | Dinamo Bukareszt      | 4:2              | Rocar Bukareszt               | 16.06.2001, Stadionul Național, Bukareszt, 26.000           |     |                | 32 kluby                                   |
| 2001/02                                              |     |                                               | 11 | Rapid Bukareszt       | 2:1              | Dinamo Bukareszt              | 5.06.2002, Stadionul Național, Bukareszt, 40.000            |     |                | 32 kluby                                   |
| 2002/03                                              |     |                                               | 10 | Dinamo Bukareszt      | 1:0              | National Bukareszt            | 31.05.2003, Stadionul Național, Bukareszt, 25.000           |     |                | 32 kluby                                   |
| 2003/04                                              |     |                                               | 11 | Dinamo Bukareszt      | 2:0              | Oțelul Gałacz                 | 6.06.2004, Stadionul Cotroceni, Bukareszt, 10.000           |     |                | 32 kluby                                   |
| 2004/05                                              |     |                                               | 12 | Dinamo Bukareszt      | 1:0              | Farul Konstanca               | 11.05.2005, Stadionul Cotroceni, Bukareszt, 15.000          |     |                | 32 kluby                                   |
| 2005/06                                              |     |                                               | 12 | Rapid Bukareszt       | 1:0              | National Bukareszt            | 17.05.2006, Stadionul Național, Bukareszt, 12.000           |     |                | 32 kluby                                   |
| 2006/07                                              |     |                                               | 13 | Rapid Bukareszt       | 2:0              | Politehnica Timișoara         | 26.05.2007, Stadionul Dan Păltinișanu, Timiszoara, 40.000   |     |                | 32 kluby                                   |
| 2007/08                                              |     |                                               | 1  | CFR 1907 Kluż-Napoka  | 2:1              | Unirea Urziceni               | 10.05.2008, Stadionul Ceahlăul, Piatra Neamț, 10.000        |     |                | 32 kluby                                   |
| 2008/09                                              |     |                                               | 2  | CFR 1907 Kluż-Napoka  | 3:0              | Politehnica Timișoara         | 13.06.2009, Stadionul Tudor Vladimirescu, Târgu Jiu, 10.000 |     |                | 32 kluby                                   |
| 2009/10                                              |     |                                               | 3  | CFR 1907 Kluż-Napoka  | 0:0 pd. (k. 5:4) | FC Vaslui                     | 26.05.2010, Stadionul Emil Alexandrescu, Jassy, 11.390      |     |                | 98 klubów                                  |
| 2010/11                                              |     |                                               | 22 | Steaua Bukareszt      | 2:1              | Dinamo Bukareszt              | 25.05.2011, Stadionul Tineretului, Braszów, 7.500           |     |                | 202 kluby                                  |
| 2011/12                                              |     |                                               | 13 | Dinamo Bukareszt      | 1:0              | Rapid Bukareszt               | 23.05.2012, Arena Națională, Bukareszt, 40.000              |     |                | 202 kluby                                  |
| 2012/13                                              |     |                                               | 3  | Petrolul Ploeszti     | 1:0              | CFR 1907 Kluż-Napoka          | 1.06.2013, Arena Națională, Bukareszt, 30.000               |     |                | 188 klubów                                 |
| 2013/14                                              |     |                                               | 1  | Astra Giurgiu         | 0:0 pd. (k. 4:2) | Steaua Bukareszt              | 23.05.2014, Arena Națională, Bukareszt, 55.000              |     |                | 164 klubów                                 |
| 2014/15                                              |     |                                               | 23 | Steaua Bukareszt      | 3:0              | Universitatea Kluż-Napoka     | 31.05.2015, Arena Națională, Bukareszt, 37.764              |     |                | 157 klubów                                 |
| 2015/16                                              |     |                                               | 4  | CFR 1907 Kluż-Napoka  | 2:2 pd. (k. 5:4) | Dinamo Bukareszt              | 17.05.2016, Arena Națională, Bukareszt, 37.705              |     |                | 202 kluby                                  |
| 2016/17                                              |     |                                               | 1  | FC Voluntari          | 1:1 pd. (k. 5:4) | Astra Giurgiu                 | 27.05.2017, Arena Națională, Bukareszt, 9.274               |     |                | 202 kluby                                  |
| 2017/18                                              |     |                                               | 6  | Universitatea Krajowa | 2:0              | FC Hermannstadt               | 27.05.2018, Arena Națională, Bukareszt, 30.642              |     |                | 202 kluby                                  |
| 2018/19                                              |     |                                               | 1  | Viitorul Konstanca    | 2:1              | Astra Giurgiu                 | 25.05.2019, Stadionul Ilie Oană, Ploeszti, 11.968           |     |                | 133 kluby                                  |
| 2019/20                                              |     |                                               | 24 | FCSB Bukareszt        | 1:0              | Sepsi Sfântu Gheorghe         | 22.07.2020, Stadionul Ilie Oană, Ploeszti, 0                |     |                | 145 klubów                                 |
| 2020/21                                              |     |                                               | 7  | Universitatea Krajowa | 3:2 pd.          | Astra Giurgiu                 | 22.05.2021, Stadionul Ilie Oană, Ploeszti, 1.500            |     |                | 145 klubów                                 |
| 2021/22                                              |     |                                               | 1  | Sepsi Sfântu Gheorghe | 2:1              | FC Voluntari                  | 22.05.2022, Stadionul Rapid-Giulești, Bukareszt, 8.128      |     |                | 153 kluby                                  |
| 2022/23                                              |     |                                               | 2  | Sepsi Sfântu Gheorghe | 0:0 pd. (k. 5:4) | Universitatea Kluż-Napoka     | 24.05.2023, Stadion Miejski, Sybin                          |     |                | 117 klubów                                 |
| 2023/24                                              |     |                                               | 1  | Corvinul Hunedoara    | 2:2 pd. (k. 3:2) | Oțelul Gałacz                 | 15.05.2024                                                  |     |                | 167 klubów                                 |
| 2024/25                                              |     |                                               | 5  | CFR 1907 Kluż-Napoka  | 3:2              | FC Hermannstadt               | 14.05.2025, Francisc von Neuman Stadium, Arad, ?            |     |                | 171 klubów                                 |

Uwagi:

- wytłuszczono nazwy zespołów, które w tym samym roku wywalczyły mistrzostwo i Puchar kraju,
- kursywą oznaczone zespoły, które w meczu finałowym nie występowały w najwyższej klasie rozgrywkowej.
- skreślono rozgrywki nieoficjalne.

## Statystyki

### Klasyfikacja według klubów
W dotychczasowej historii oficjalnych rozgrywek o Puchar Rumunii na podium oficjalnie stawało w sumie 47 drużyn. Liderem klasyfikacji jest FCSB (Steaua Bukareszt), który zdobył 24 Pucharów.
Stan po sezonie 2024/25.
| Lp. | Klub                         | Zdobywca | Finalista      | Lata triumfów |    |   | |
| --- | ---------------------------- | -------- | -------------- | --- | -- | - | --- |
| Lp. | Klub                         | 1.       | FCSB Bukareszt | Lata triumfów | 24 | 8 | 1948/49, 1950, 1951, 1952, 1955, 1961/62, 1965/66, 1966/67, 1968/69, 1969/70, 1970/71, 1975/76, 1978/79, 1984/85, 1986/87, 1987/88, 1988/89, 1991/92, 1995/96, 1996/97, 1998/99, 2010/11, 2014/15, 2019/20 |
| 2.  | Dinamo Bukareszt             | 13       | 9              | 1958/59, 1963/64, 1967/68, 1981/82, 1983/84, 1985/86, 1989/90, 1999/00, 2000/01, 2002/03, 2003/04, 2004/05, 2011/12 |    |   | |
| 3.  | Rapid Bukareszt              | 13       | 6              | 1934/35, 1936/37, 1937/38, 1938/39, 1939/40, 1940/41, 1941/42, 1971/72, 1974/75, 1997/98, 2001/02, 2005/06, 2006/07 |    |   | |
| 4.  | Universitatea Krajowa        | 7        | 2              | 1976/77, 1977/78, 1980/81, 1982/83, 1990/91, 2017/18, 2020/21                                                       |    |   | |
| 7.  | CFR 1907 Kluż-Napoka         | 5        | 1              | 2007/08, 2008/09, 2009/10, 2015/16, 2024/25                                                                         |    |   | |
| 8.  | Petrolul Ploeszti            | 3        | 1              | 1962/63, 1994/95, 2012/13                                                                                           |    |   | |
| 9.  | Politehnica Timișoara        | 2        | 6              | 1957/58, 1979/80 |    |   | |
| 10. | Ripensia Timișoara           | 2        | 2              | 1933/34, 1935/36 |    |   | |
| 10. | UT Arad                      | 2        | 2              | 1947/48, 1953 |    |   | |
| 12. | Sepsi Sfântu Gheorghe        | 2        | 1              | 2021/22, 2022/23 |    |   | |
| 13. | Universitatea Kluż-Napoka    | 1        | 5              | 1964/65 |    |   | |
| 14. | Progresul Bukareszt          | 1        | 4              | 1959/60 |    |   | |
| 15. | Astra Giurgiu                | 1        | 3              | 2013/14 |    |   | |
| 15. | U Krajowa                    | 1        | 3              | 1992/93 |    |   | |
| 17. | Gloria Bystrzyca             | 1        | 1              | 1993/94 |    |   | |
| 17. | Jiul Petroszany              | 1        | 1              | 1973/74 |    |   | |
| 17. | Progresul Oradea             | 1        | 1              | 1956 |    |   | |
| 17. | FC Voluntari                 | 1        | 1              | 2016/17 |    |   | |
| 21. | Arieșul Turda                | 1        | 0              | 1960/61 |    |   | |
| 21. | CFR Turnu Severin            | 1        | 0              | 1942/43 |    |   | |
| 21. | Chimia Râmnicu Vâlcea        | 1        | 0              | 1972/73 |    |   | |
| 21. | Metalul Reșița               | 1        | 0              | 1954 |    |   | |
| 21. | Viitorul Konstanca           | 1        | 0              | 2018/19 |    |   | |
| 21. | Corvinul Hunedoara           | 1        | 0              | 2023/24 |    |   | |
| 27. | Sportul Studențesc Bukareszt | 0        | 3              | |    |   | |
| 28. | Unirea Tricolor Bukareszt    | 0        | 2              | |    |   | |
| 28. | FCM Baia Mare                | 0        | 2              | |    |   | |
| 28. | Oțelul Gałacz                | 0        | 2              | |    |   | |
| 28. | FC Hermannstadt              | 0        | 2              | |    |   | |
| 32. | FCM Bacău                    | 0        | 1              | |    |   | |
| 32. | CAM Timișoara                | 0        | 1              | |    |   | |
| 32. | Constructorul Gałacz         | 0        | 1              | |    |   | |
| 32. | CSF CFR 1933 Timișoara       | 0        | 1              | |    |   | |
| 32. | CSU Gałacz                   | 0        | 1              | |    |   | |
| 32. | Dacia Unirea Brăila          | 0        | 1              | |    |   | |
| 32. | Dinamo Obor Bukareszt        | 0        | 1              | |    |   | |
| 32. | Dinamo Pitești               | 0        | 1              | |    |   | |
| 32. | Energia Câmpia Turzii        | 0        | 1              | |    |   | |
| 32. | Farul Konstanca              | 0        | 1              | |    |   | |
| 32. | Flacăra Mediaș               | 0        | 1              | |    |   | |
| 32. | Foresta Fălticeni            | 0        | 1              | |    |   | |
| 32. | Olimpia Satu Mare            | 0        | 1              | |    |   | |
| 32. | Rocar Bukareszt              | 0        | 1              | |    |   | |
| 32. | Siderurgistul Gałacz         | 0        | 1              | |    |   | |
| 32. | Unirea Urziceni              | 0        | 1              | |    |   | |
| 32. | FC Vaslui                    | 0        | 1              | |    |   | |
| 32. | Venus Bukareszt              | 0        | 1              | |    |   | |

### Klasyfikacja według miast
Siedziby klubów: Stan po sezonie 2024/25. 
| Miasto          | Liczba tytułów | Drużyny                                                     |
| --------------- | -------------- | ----------------------------------------------------------- |
| Bukareszt       | 50             | FCSB (23), Dinamo (13), Rapid (13), Progresul Bukareszt (1) |
| Krajowa         | 8              | Universitatea Krajowa (7), U Krajowa (1)                    |
| Kluż-Napoka     | 6              | CFR 1907 (5), Universitatea (1)                             |
| Timișoara       | 4              | Politehnica Timișoara (2), Ripensia (2)                     |
| Ploeszti        | 3              | Petrolul Ploeszti (3)                                       |
| Arad            | 2              | UTA (2)                                                     |
| Sfântu Gheorghe | 2              | Sepsi (2)                                                   |
| Bystrzyca       | 1              | Gloria (1)                                                  |
| Giurgiu         | 1              | Astra (1)                                                   |
| Oradea          | 1              | Progresul Oradea (1)                                        |
| Petroszany      | 1              | Jiul (1)                                                    |
| Râmnicu Vâlcea  | 1              | Chimia (1)                                                  |
| Reșița          | 1              | Metalul Reșița (1)                                          |
| Turda           | 1              | Arieșul (1)                                                 |
| Turnu Severin   | 1              | CFR (1)                                                     |
| Voluntari       | 1              | FC Voluntari (1)                                            |
| Hunedoara       | 1              | Corvinul Hunedoara (1)                                      |